# ダンプ大橋
ダンプ 大橋（だんぷ おおはし、1982年7月29日-）は、神奈川県生まれの競技麻雀のプロ雀士。
日本プロ麻雀連盟所属。団体内の段位は八段。

## 獲得タイトル
- 麻雀グランプリMAX優勝(第9期)[1]
- 王位戦(第34期)[2]
- 新人王戦(第18期)[3]
- JPML WRCリーグ優勝(第6期)[4]